# Patagonozetes exornatus
Patagonozetes exornatus är en kvalsterart som först beskrevs av Balogh och Csiszár 1963.  Patagonozetes exornatus ingår i släktet Patagonozetes och familjen Austrachipteriidae. Inga underarter finns listade i Catalogue of Life.